# Dretynek
Dretynek (niem. Tretenwalde, kaszub. Dretink) – wieś w Polsce położona na Pojezierzu Bytowskim, w województwie pomorskim, w powiecie bytowskim, w gminie Miastko.
W latach 1975–1998 miejscowość administracyjnie należała do województwa słupskiego.
Wieś łącznie z Trzcinnem stanowi sołectwo gminy Miastko.
Nazwa wsi w obecnym brzmieniu pojawia się od roku 1947, poprzednia Tretenwalde pochodzi od Treten – Dretyń.
W miejscowości był przystanek kolejowy Dretynek.